# Roberto Suazo Córdova
Roberto Suazo Cordova (ur. 17 marca 1927 w La Paz, zm. 22 grudnia 2018 w Tegucigalpie) – honduraski polityk i lekarz, przewodniczący Konstytuanty w 1980, w latach 1982–1986 prezydent Hondurasu.

## Życiorys
Urodził się 17 marca 1927 w La Paz w Hondurasie.
W polityce związał się z Partią Liberalną Hondurasu. 27 stycznia 1982 objął urząd prezydenta, po pełniącym tę funkcję tymczasowo przywódcy junty Policarpo Paz Garcíi, pozostał na  stanowisku do 27 stycznia 1986 kiedy nowym prezydentem został José Azcona del Hoyo.
Zmarł 22 grudnia 2018 w szpitalu wojskowym w Tegucigalpie.